# Tournoi d'ouverture du championnat du Guatemala de football 2017
Navigation
Saison précédente Saison suivante
Le Tournoi Apertura 2017 est le trente-huitième tournoi saisonnier disputé au Guatemala.
C'est cependant la 84e fois que le titre de champion du Guatemala est remis en jeu.
Lors de ce tournoi, le CSD Municipal a tenté de conserver son titre de champion du Guatemala face aux onze meilleurs clubs guatémaltèques.
Chacun des douze clubs participant était confronté deux fois aux onze autres équipes. Puis les six meilleurs se sont affrontés lors d'une phase finale à la fin du tournoi.
Seulement une place aurait dû être qualificative pour la Ligue des champions de la CONCACAF ou pour la Ligue de la CONCACAF, mais à la suite de la suspension de la fédération guatémaltèque par la FIFA, aucune équipe ne participe à la compétition.

## Les 12 clubs participants
| \| Guatemala City: Antigua GFC CSD Comunicaciones CSD Municipal Guatemala City Deportivo Malacateco Deportivo Marquense Deportivo Suchitepéquez Xelaju MC Deportivo Petapa Deportivo Guastatoya Cobán Imperial Deportivo Sanarate Deportivo Siquinalá \| Localisation des clubs engagés dans le championnat. |
| Guatemala City: Antigua GFC CSD Comunicaciones CSD Municipal Guatemala City Deportivo Malacateco Deportivo Marquense Deportivo Suchitepéquez Xelaju MC Deportivo Petapa Deportivo Guastatoya Cobán Imperial Deportivo Sanarate Deportivo Siquinalá                                                           |

Ce tableau présente les douze équipes qualifiées pour disputer le championnat 2017-2018. On y trouve le nom des clubs, le nom des stades dans lesquels ils évoluent ainsi que la capacité et la localisation de ces derniers.
| Club                     | Stade                          | Capacité | Ville             |
| Antigua GFC              | Stade Pensativo                | 9 000    | Guatemala City    |
| Cobán Imperial           | Stade Verapaz                  | 8 000    | Cobán             |
| CSD Comunicaciones       | Stade Cementos Progreso        | 17 000   | Guatemala City    |
| Deportivo Guastatoya     | Stade David Cordón Hichos (es) | 3 500    | Guastatoya        |
| Deportivo Malacateco     | Stade Santa Lucía              | 7 000    | Malacatán         |
| Deportivo Marquense      | Stade Marquesa de la Ensenada  | 10 000   | San Marcos        |
| CSD Municipal            | Stade Manuel Felipe Carrera    | 10 000   | Guatemala City    |
| Deportivo Petapa (en)    | Stade municipal                | 7 500    | San Miguel Petapa |
| Deportivo Sanarate (en)  | Stade municipal                | 4 000    | Sanarate          |
| Deportivo Siquinalá (en) | Stade Sicay Paz                | 3 000    | Siquinalá         |
| Deportivo Suchitepéquez  | Stade Carlos Salazar Hijo      | 12 000   | Mazatenango       |
| Xelaju MC                | Stade Mario Camposeco          | 11 000   | Quetzaltenango    |

## Compétition
Le tournoi Apertura se déroule de la même façon que les tournois saisonniers précédents, en deux phases :
- La phase de qualification : les vingt-deux journées de championnat.
- La phase finale : les matchs aller-retour allant des quarts de finale à la finale.

### Phase de qualification
Lors de la phase de qualification les douze équipes affrontent à deux reprises les onze autres équipes selon un calendrier tiré aléatoirement.
Les deux meilleures équipes sont qualifiées directement pour les demi-finale alors que les quatre suivantes se qualifient pour les quarts de finale.
Le classement est établi sur le barème de points classique (victoire à 3 points, match nul à 1, défaite à 0).
Le départage final se fait selon les critères suivants :
- Le nombre de points.
- La différence de buts générale.
- Le nombre de buts marqué.

| Rang | Équipe                     | Pts | J  | G  | N | P  | Bp | Bc | Diff |
| ---- | -------------------------- | --- | -- | -- | - | -- | -- | -- | ---- |
| 1    | Antigua GFC                | 38  | 22 | 11 | 5 | 6  | 35 | 16 | +19  |
| 2    | Deportivo Petapa (en)      | 38  | 22 | 11 | 5 | 6  | 35 | 19 | +16  |
| 3    | CSD Municipal T            | 35  | 22 | 9  | 8 | 5  | 24 | 18 | +6   |
| 4    | Xelaju MC                  | 35  | 22 | 10 | 5 | 7  | 30 | 27 | +3   |
| 5    | Cobán Imperial             | 35  | 22 | 9  | 8 | 5  | 28 | 25 | +3   |
| 6    | Deportivo Guastatoya       | 34  | 22 | 9  | 7 | 6  | 33 | 21 | +12  |
| 7    | CSD Comunicaciones         | 34  | 22 | 9  | 7 | 6  | 28 | 20 | +8   |
| 8    | Deportivo Malacateco       | 26  | 22 | 7  | 5 | 10 | 29 | 29 | 0    |
| 9    | Deportivo Sanarate (en) P  | 26  | 22 | 7  | 5 | 10 | 14 | 22 | -8   |
| 10   | Deportivo Suchitepéquez    | 22  | 22 | 6  | 4 | 12 | 24 | 43 | -19  |
| 11   | Deportivo Siquinalá (en) P | 20  | 22 | 6  | 2 | 14 | 19 | 38 | -19  |
| 12   | Deportivo Marquense        | 20  | 22 | 5  | 5 | 12 | 18 | 39 | -21  |

| Légende : Qualifications et relégations | Légende : Qualifications et relégations          |
| --------------------------------------- | ------------------------------------------------ |
|                                         | Qualifié pour les demi-finales                   |
|                                         | Qualifié pour les quarts de finale               |
|                                         | T Tenant du titre P Promu de la saison 2016-2017 |

| Résultats (▼dom., ►ext.)                                   | Ant | Cob | Com | Gua | Mal | Mar | Mun | Pet | San | Siq | Suc | Xel |
| Antigua GFC                                                |     | 2-0 | 0-0 | 2-1 | 4-0 | 2-1 | 1-1 | 2-0 | 2-0 | 2-0 | 5-0 | 2-0 |
| Cobán Imperial                                             | 1-1 |     | 3-2 | 4-2 | 1-0 | 2-0 | 3-1 | 2-2 | 2-0 | 1-1 | 2-1 | 1-1 |
| CSD Comunicaciones                                         | 2-1 | 0-0 |     | 1-0 | 3-0 | 5-1 | 1-1 | 3-1 | 0-1 | 1-0 | 2-0 | 2-1 |
| Deportivo Guastatoya                                       | 0-0 | 2-0 | 2-0 |     | 3-1 | 4-2 | 1-2 | 2-1 | 1-0 | 3-0 | 4-1 | 3-0 |
| Deportivo Malacateco                                       | 0-3 | 5-0 | 2-0 | 2-2 |     | 4-0 | 1-1 | 3-0 | 0-0 | 2-0 | 3-0 | 1-2 |
| Deportivo Marquense                                        | 2-2 | 1-1 | 2-0 | 1-1 | 1-0 |     | 1-0 | 0-4 | 0-1 | 1-0 | 2-0 | 1-1 |
| CSD Municipal                                              | 1-0 | 1-0 | 0-0 | 0-0 | 2-1 | 1-0 |     | 0-1 | 2-0 | 2-0 | 2-0 | 0-1 |
| Deportivo Petapa (en)                                      | 2-0 | 0-0 | 0-0 | 1-0 | 0-1 | 2-0 | 1-1 |     | 1-1 | 3-0 | 3-0 | 3-0 |
| Deportivo Sanarate (en)                                    | 0-2 | 0-1 | 1-1 | 1-0 | 1-1 | 0-0 | 2-1 | 0-2 |     | 1-0 | 2-0 | 2-0 |
| Deportivo Siquinalá (en)                                   | 3-2 | 0-2 | 0-3 | 1-1 | 3-1 | 4-0 | 1-2 | 1-4 | 1-0 |     | 2-0 | 2-1 |
| Deportivo Suchitepéquez                                    | 1-0 | 2-2 | 2-2 | 1-1 | 3-1 | 3-1 | 1-1 | 1-3 | 1-0 | 2-0 |     | 4-1 |
| Xelaju MC                                                  | 1-0 | 1-0 | 2-0 | 0-0 | 0-0 | 2-1 | 2-2 | 2-1 | 4-1 | 4-0 | 4-1 |     |
| - Victoire à domicile - Match nul - Victoire à l'extérieur |     |     |     |     |     |     |     |     |     |     |     |     |

### La Phase Finale
Les six équipes qualifiées sont réparties dans le tableau final d'après leur classement général, le deuxième affrontant lors des demi-finales le vainqueur du quart opposant le quatrième au cinquième et le premier affrontant le vainqueur du quart opposant le troisième au sixième. L'équipe la moins bien classée accueille lors du match aller et la meilleure lors du match retour.
En cas d'égalité sur la somme des deux matchs, c'est l'équipe ayant marqué le plus de buts à extérieur qui l'emporte puis des prolongations et une séance de tirs au but ont éventuellement lieu.

#### Tableau
|  |                      |               |                       |               |               |     |   |            |            |            |            |             |     |   |        |        |        |        |        |  |  |
|  | 1/4 de finale        | 1/4 de finale | 1/4 de finale         | 1/4 de finale | 1/4 de finale |     |   | 1/2 finale | 1/2 finale | 1/2 finale | 1/2 finale | 1/2 finale  |     |   | Finale | Finale | Finale | Finale | Finale |  |  |
|  |                      |               |                       |               |               |     |   |            |            |            |            |             |     |   |        |        |        |        |        |  |  |
|  |                      |               |                       |               |               |     |   |            |            |            |            |             |     |   |        |        |        |        |        |  |  |
|  |                      |               |                       |               |               |     |   |            |            |            |            |             |     |   |        |        |        |        |        |  |  |
|  |                      |               |                       |               |               |     |   |            |            |            |            |             |     |   |        |        |        |        |        |  |  |
|  |                      |               |                       |               |               |     |   |            |            |            |            |             |     |   |        |        |        |        |        |  |  |
|  | Antigua GFC          | (1)           | 0                     | 1             |               |     |   |            |            |            |            |             |     |   |        |        |        |        |        |  |  |
|  | Antigua GFC          | (1)           | 0                     | 1             |               |     |   |            |            |            |            |             |     |   |        |        |        |        |        |  |  |
|  |                      |               | Cobán Imperial        | (5)           | 1             | 0   |   |            |            |            |            |             |     |   |        |        |        |        |        |  |  |
|  | Xelaju MC            | (4)           | Cobán Imperial        | (5)           | 1             | 0   | 1 | 2          | 0          |            |            |             |     |   |        |        |        |        |        |  |  |
|  | Xelaju MC            | (4)           |                       |               |               |     |   |            | 0          |            |            |             |     |   |        |        |        |        |        |  |  |
|  | Cobán Imperial       | (5)           | 1                     | 2             |               |     |   |            |            |            |            |             |     |   |        |        |        |        |        |  |  |
|  | Cobán Imperial       | (5)           | 1                     | 2             |               |     |   |            |            |            |            | Antigua GFC | (1) | 1 | 2      | 0      |        |        |        |  |  |
|  |                      |               |                       |               |               |     |   |            |            |            |            | Antigua GFC | (1) | 1 | 2      | 0      |        |        |        |  |  |
|  |                      | CSD Municipal | (3)                   | 1             | 1             |     |   |            |            |            |            |             |     |   |        |        |        |        |        |  |  |
|  | CSD Municipal        | CSD Municipal | (3)                   | 1             | 1             | (3) | 1 | 2          |            |            |            |             |     |   |        |        |        |        |        |  |  |
|  | CSD Municipal        |               |                       |               |               |     | 1 | 2          |            |            |            |             |     |   |        |        |        |        |        |  |  |
|  | Deportivo Guastatoya | (6)           | 1                     | 0             |               |     |   |            |            |            |            |             |     |   |        |        |        |        |        |  |  |
|  | Deportivo Guastatoya | (6)           | 1                     | 0             | CSD Municipal | (3) | 2 | 3          |            |            |            |             |     |   |        |        |        |        |        |  |  |
|  |                      |               |                       |               |               | (3) | 2 | 3          |            |            |            |             |     |   |        |        |        |        |        |  |  |
|  |                      |               | Deportivo Petapa (en) | (2)           | 1             | 0   |   |            |            |            |            |             |     |   |        |        |        |        |        |  |  |
|  |                      |               |                       |               |               | 0   |   |            |            |            |            |             |     |   |        |        |        |        |        |  |  |
|  |                      |               |                       |               |               |     |   |            |            |            |            |             |     |   |        |        |        |        |        |  |  |
|  |                      |               |                       |               |               |     |   |            |            |            |            |             |     |   |        |        |        |        |        |  |  |
|  |                      |               |                       |               |               |     |   |            |            |            |            |             |     |   |        |        |        |        |        |  |  |

#### Quarts de finale
| Club          | Aller | Retour | Club                 | Commentaire                |
| CSD Municipal | 1-1   | 2-0    | Deportivo Guastatoya |                            |
| Xelaju MC     | 1-1   | 2-2    | Cobán Imperial       | Buts marqués à l'extérieur |

#### Demi-finales
| Club                  | Aller | Retour | Club           | Commentaire                 |
| Antigua GFC           | 0-1   | 1-0    | Cobán Imperial | Meilleur classement général |
| Deportivo Petapa (en) | 1-2   | 0-3    | CSD Municipal  |                             |

#### Finale
| Match aller      | CSD Municipal    | 1:1   | Antigua GFC              | Stade Manuel Felipe Carrera |  |
| 14 décembre 2017 | 82e Felipe Baloy | (0:0) | 47e (csc) Hamilton Lopez |                             |  |

| Match retour     | Antigua GFC                        | 2:1   | CSD Municipal     | Stade Pensativo |  |
| 17 décembre 2017 | 16e Jose Mena · 52e Alejandro Diaz | (1:1) | 41e Frank de Leon |                 |  |

## Bilan du tournoi
| Tournoi d'ouverture du championnat de football du Guatemala 2017 |                        |
| Champion                                                         | Antigua GFC (3e titre) |
| Dauphin                                                          | CSD Municipal          |

## Statistiques

### Buteurs
| Rang | Nom | Équipe | Buts |
| 1    |     |        | -    |
| 2    |     |        | -    |
| 3    |     |        | -    |